# Сьюргус-Донігала
Сьюргус-Донігала, Сьюрґус-Доніґала (італ. Siurgus Donigala, сард. Sriugus Donigalla) — муніципалітет в Італії, у регіоні Сардинія,  провінція Кальярі.
Сьюргус-Донігала розташований на відстані близько 380 км на південний захід від Рима, 45 км на північ від Кальярі.
Населення — 2051 особа (2014).

## Демографія
Населення за роками:

Станом на 1 січня 2023 року в муніципалітеті офіційно проживало 19 іноземців з 12 країн, серед них 7 громадян країн Євросоюзу та 2 громадяни України.

## Сусідні муніципалітети
- Гоні
- Мандас
- Нуррі
- Орролі
- Сан-Базіліо
- Сенорбі
- Сільюс
- Суеллі